# Марек Гайнц
Ма́рек Гайнц (чеськ. Marek Heinz; нар. 4 серпня 1977) — футболіст збірної Чехії та чеського клубу «ХФК Оломоуць».
Починав грати за юнацькі команди місцевої «Сігми». В 2000 перейшов до німецького «Гамбурґа». Учасник ЧЄ 2004 і ЧС 2006. Забив двічі на чемпіонаті Європи 2004 — Латвії і Німеччині (зі штрафного у ворота Олівера Кана).

## Титули і досягнення
- Чемпіон Чехії (1):

«Банік»: 2003-04
- Чемпіон Туреччини (1):

«Галатасарай»: 2005-06
- Володар Кубка Чехії (1):

«Сігма»: 2011-12
- Володар Суперкубка Чехії (1):

«Сігма»: 2012
- Найкращий бомбардир Чемпіонату Чехії (1):

«Банік»: 2003-04